# Царю небесный
Царю́ Небе́сный (греч. Βασιλεῦ Οὐράνιε) — обиходное название по её начальным словам православной молитвы (византийского обряда) Святому Духу. Авторство неизвестно. Поётся или читается обычно перед началом какого-либо дела (например, перед началом каждого учебного занятия) для призывания Святого Духа в помощь в начинаемом деле; также в начале молебных пений и в составе общественных богослужений суточного круга, будучи заимствована в начало обычное (кроме периода с литургии Великой Субботы до Всенощного бдения Пятидесятницы).

## Происхождение
Текст молитвы — стихира шестого гласа на стиховне на великой вечерни Пятидесятницы (Триодь Цветная, Неделя Святыя Пятидесятницы). Появилась не ранее VIII—IX веков, поскольку неизвестна Студийским уставам IX века.

## Тексты и переводы

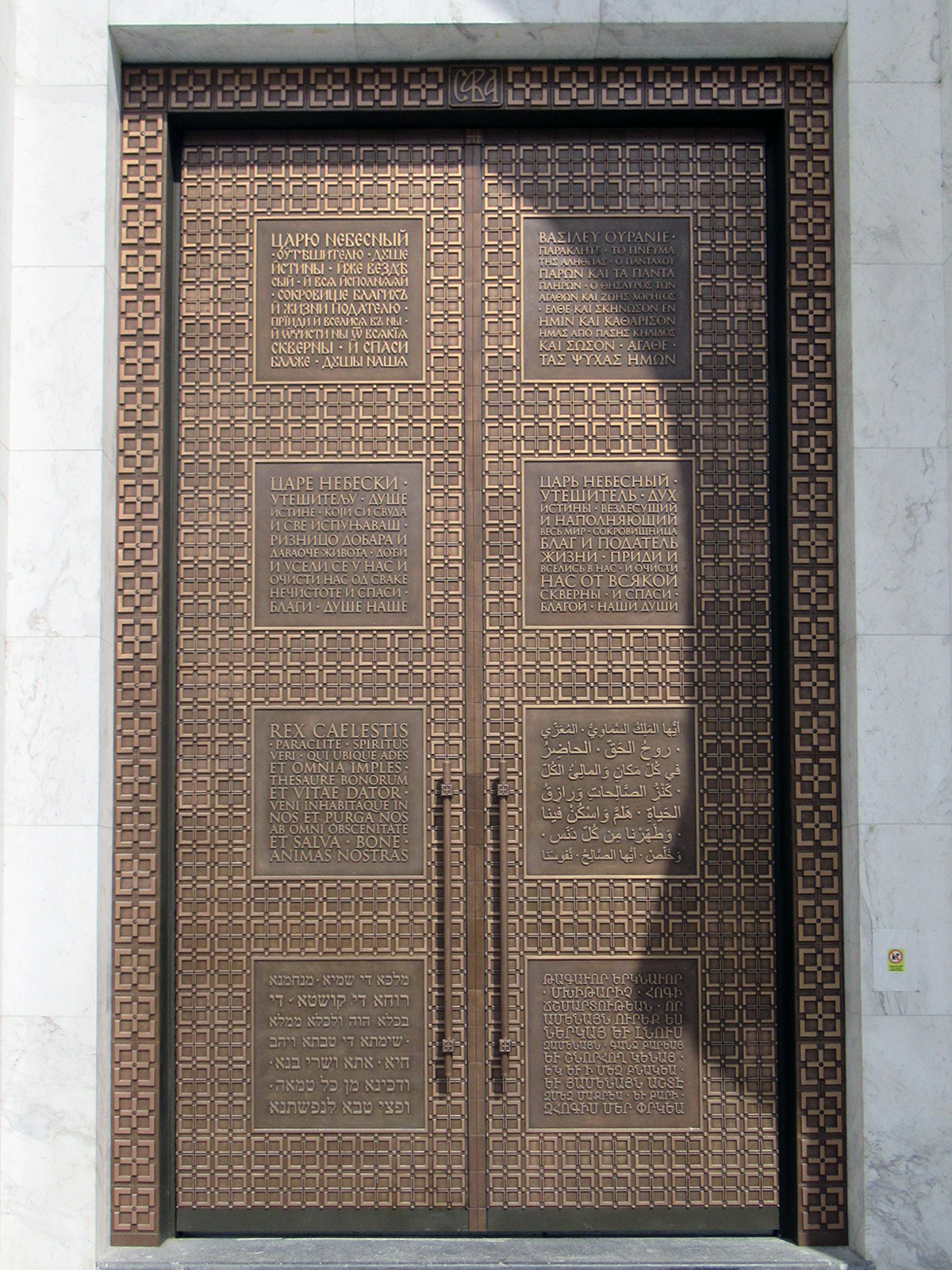
Двери храма святого Саввы в Белграде с молитвой «Царю небесный», на русском вторая сверху справа

### Оригинальный греческий текст
Βασιλεῦ Οὐράνιε, Παράκλητε, τό Πνεῦμα τῆς Ἀληθείας, ὁ Πανταχοῦ Παρὼν καὶ τὰ Πάντα Πληρῶν, ὁ Θησαυρός τῶν Ἀγαθῶν καὶ Ζωῆς Χορηγός, ἐλθὲ καὶ σκήνωσον ἐν ἡμῖν καὶ καθάρισον ἡμᾶς ἀπὸ πάσης κηλῖδος καὶ σῶσον, Ἀγαθὲ τὰς ψυχὰς ἡμῶν.

### Современный церковнославянский текст
Цр҃ю̀ Нбⷭ҇ный, ᲂу҆тѣ́шителю, дш҃е и҆́стины, и҆́же вездѣ̀ сы́й, и҆ всѧ̑ и҆сполнѧ́ѧй, сокро́вище бл҃ги́хъ, и҆ жи́зни пода́телю, прїидѝ и҆ всели́сѧ въ ны̀, и҆ ѡ҃чи́сти ны̀ ѿ всѧ́кїѧ скве́рны, и҆ сп҃сѝ, бл҃же, дꙋ́шы на́шѧ.
Царю́ Небе́сный, Уте́шителю, Ду́ше И́стины, и́же везде́ сый, и вся исполня́яй, сокро́вище Благи́х и жи́зни пода́телю, прииди́ и всели́ся в ны, и очи́сти ны от вся́кия скве́рны, и спаси́, Бла́же, ду́ши на́ша.

### Старообрядческий текст
Царю́ небе́сныи, Уте́шителю, Ду́ше и́стинныи, и́же везде́ сыи, и вся исполня́я, сокро́вище благи́х, и жи́зни Пода́телю, прииди́ и всели́ся в ны, и очи́сти ны от вся́кия скве́рны, и спаси́ Бла́же душа́ на́ша.

### Русский перевод
Царь Небесный, Утешитель (советник, наставник, ходатай), Дух Истины, Вездесущий (присутствующий, находящийся) и Всёнаполняющий (собою, присутствием своим), Сокровище (сокровищница) благ и Податель Жизни.

Приди и поселись в нас (обитай посреди нас), и очисти нас от всякого греха (рассей всякий морок) и спаси Преблагий (благой) души наши.